# Hydrosaurus weberi
Hydrosaurus weberi es una especie de lagarto de la familia Agamidae. Es endémico de las islas Molucas, Indonesia. Lleva su nombre en honor al profesor Max Weber de Ámsterdam quien estudiara la zoología del Este de la India.
Este lagarto es de hábitos arborícolas y busca siempre la cercanía del agua a la cual se lanza de verse amenazado. Es de color verde con tonos marrones y se alimenta de frutas e insectos. Alcanza más de un metro de largo siendo las hembras algo más pequeñas siendo además la vela de su cola algo menor.[cita requerida]